# Buttes

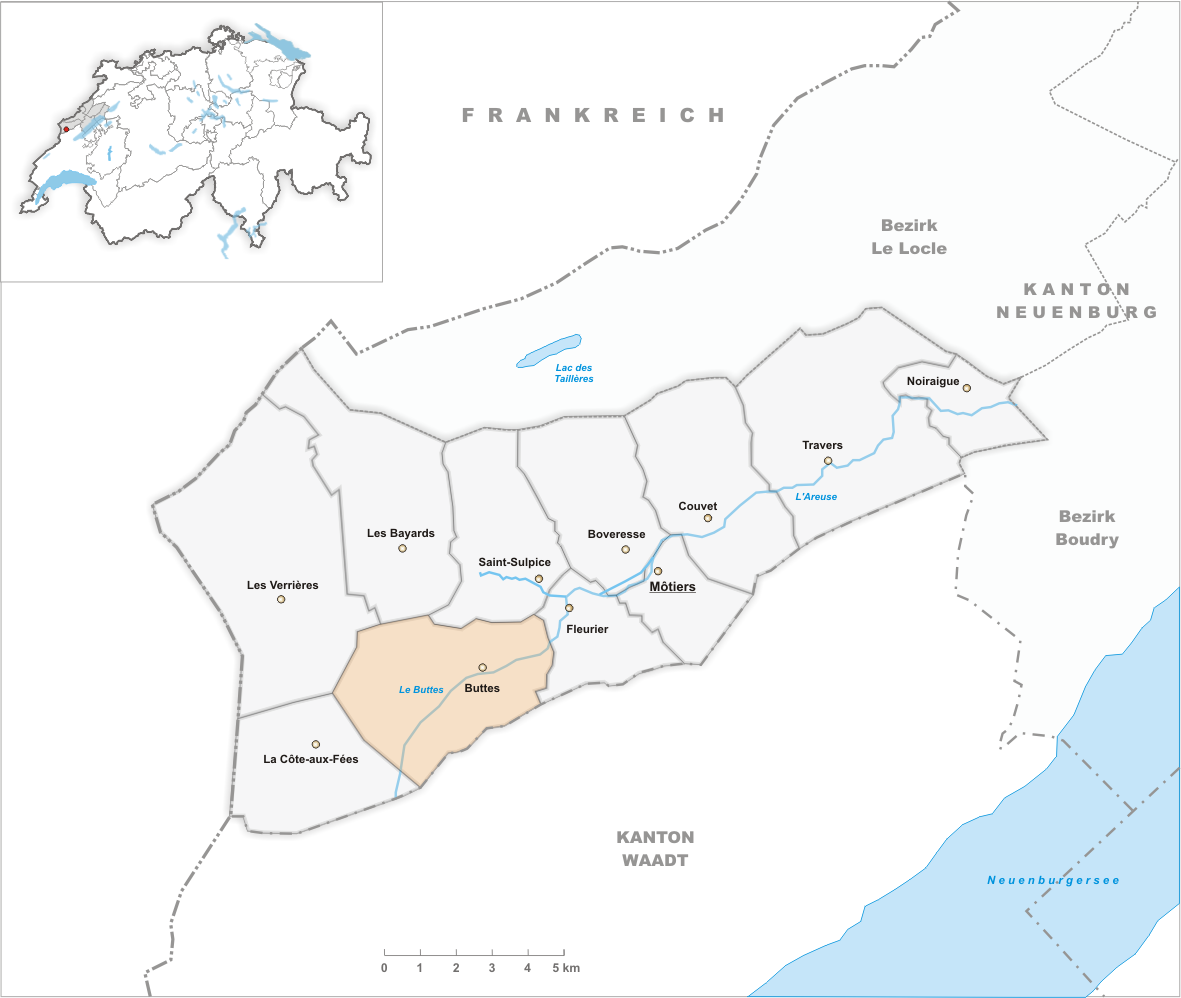
Gemeindestand vor der Fusion am 1. Januar 2009

Buttes ist eine Ortschaft in der Gemeinde Val-de-Travers im Schweizer Kanton Neuenburg.
Bis zum 31. Dezember 2008 war sie eine eigenständige politische Gemeinde.

## Geographie
Buttes liegt auf 770 m ü. M., 31 km westsüdwestlich der Kantonshauptstadt Neuenburg (Luftlinie). Das Haufendorf erstreckt sich im Tal des Baches Buttes, das geographisch zur Senke des Val de Travers gehört, im südwestlichen Neuenburger Jura.
Die Fläche des 18,2 km² grossen ehemaligen Gemeindegebiets umfasst das Tal Vallon du Buttes, das vom Flüsschen Buttes zur Areuse entwässert wird. Dieses Tal besitzt im unteren Teil einen rund 700 m breiten flachen Talboden, im oberen Teil ist es tief in die Höhen des Juras eingeschnitten. Nach Süden erstreckte sich das Gemeindegebiet über den dicht bewaldeten Hang bis auf die Antiklinale des Chasseron. Die Südgrenze verlief über die Krete von Roches Blanches (mit 1470 m ü. M. der höchste Punkt von Buttes), Crêt de la Neige (1457 m ü. M.; nicht zu verwechseln mit dem gleichnamigen höchsten Berg des Juras) und Crêt des Lisières. Nach Norden reichte der Gemeindeboden auf die breite Antiklinale der Montagne de Buttes (1245 m ü. M.). Hier befinden sich ausgedehnte Jurahochweiden mit den typischen mächtigen Fichten, die entweder einzeln oder in Gruppen stehen. Von der Gemeindefläche entfielen 1997 4 % auf Siedlungen, 60 % auf Wald und Gehölze, 35 % auf Landwirtschaft und etwas weniger als 1 % war unproduktives Land.
Zu Buttes gehörten der Weiler Mont de Buttes (1056 m ü. M.) auf einem Geländevorsprung am Südhang der Montagne de Buttes sowie zahlreiche Hofsiedlungen und Einzelhöfe auf der Montagne de Buttes.

Historisches Luftbild von Werner Friedli von 1950

## Bevölkerung
Mit 610 Einwohnern (Ende 2006) gehörte Buttes zu den kleineren Gemeinden des Kantons Neuenburg. Von den Bewohnern sind 90,7 % französischsprachig, 3,3 % portugiesischsprachig und 3,0 % deutschsprachig (Stand 2000). Die Bevölkerungszahl von Buttes stieg bis 1870 (1436 Einwohner) kontinuierlich an. Von 1900 bis 1990 (594 Einwohner) hat sie um mehr als die Hälfte abgenommen, seither ist wieder ein leichter Anstieg zu verzeichnen.

## Wirtschaft
Buttes war lange Zeit ein hauptsächlich durch die Landwirtschaft geprägtes Dorf. Im 18. Jahrhundert wurde auf dem Gemeindegebiet teilweise das vom Deutschen Jost dort entdeckte Asphalt abgebaut (später bei La Presta). Bis 1862 wurde eine Ziegelei betrieben, danach setzte sich allmählich die Uhrenindustrie durch. Die letzte Uhrenmanufaktur wurde 1991 geschlossen. Heute gibt es Arbeitsplätze in mechanischen Werkstätten und im lokalen Kleingewerbe. Auch die Landwirtschaft mit Viehzucht und Milchwirtschaft sowie die Forstwirtschaft sind noch von Bedeutung. Viele Erwerbstätige sind auch Wegpendler und arbeiten in den grösseren Orten des Val de Travers oder in Neuenburg.

## Verkehr
Die ehemalige Gemeinde ist verkehrsmässig gut erschlossen. Sie liegt an der Hauptstrasse von Fleurier nach Sainte-Croix. Am 11. September 1886 wurde die der Bahngesellschaft RVT gehörende Eisenbahnlinie von Fleurier nach Buttes eingeweiht. Vom Bahnhof Buttes verkehrt ein Postautokurs nach La Côte-aux-Fées und teilweise bis nach Sainte-Croix. Eine Seilbahn führt auf die Geländeterrasse von Petite Robella, wo im Winter Skilifte in Betrieb sind.

Bahnhof Buttes (1983)

## Geschichte
Die erste schriftliche Erwähnung des Ortes erfolgte um 1300 unter dem Namen Boutes. Der Ort war eine Pferdewechselstation an der Vy Saulnier, einer ehemaligen Salzstrasse von Frankreich durch den Jura nach Neuenburg. Buttes gehörte zunächst zum Priorat Saint-Pierre in Môtiers, danach unterstand es vom 14. Jahrhundert bis 1848 der Kastlanei Val-de-Travers. Während dieser Zeit hatte die Grafschaft Neuenburg die Oberhoheit über das Gebiet inne. 
Seit 1648 war Neuenburg Fürstentum und ab 1707 durch Personalunion mit dem Königreich Preussen verbunden. 1806 wurde das Gebiet an Napoleon I. abgetreten und kam 1815 im Wiener Kongresses an die Schweizerische Eidgenossenschaft. 
1822 ging Auguste Leuba (1798–1860) aus Buttes nach Rio de Janeiro. Der Neuenburger Aufstand 1831 und die Neuenburger Revolution 1848 verlangten die Loslösung von Preussen. Leuba, als Ladenbesitzer in Rio zu Geld gekommen, beteiligte sich am 29. Februar 1848 an der revolutionären Proklamation von Le Locle, war Mitglied der Provisorischen Regierung und von 1849 bis 1853 Staatsrat. Der preussische König blieb bis zum Neuenburgerhandel 1857 formal Fürst von Neuenburg.
Auf den 1. Januar 2009 fusionierte Buttes mit Boveresse, Couvet, Fleurier, Les Bayards, Môtiers, Noiraigue, Saint-Sulpice und Travers zur Gemeinde Val-de-Travers.

## Sehenswürdigkeiten
Die reformierte Dorfkirche von Buttes wurde 1705 erbaut, der Kirchturm stammt von 1854. Sie steht an der Stelle der früheren Kapelle Saint-Maurice.

## Persönlichkeiten
- André Daina (* 1940), Fussballschiedsrichter
- Henri Dubois (1838–1928), evangelischer Geistlicher und Hochschullehrer an der Universität Neuenburg
- Auguste Leuba (1798–1860), Revolutionär und Politiker